# ITO
ITO – indeks giełdowy spółek notowanych na regulowanym rynku pozagiełdowym BondSpot. Jest to indeks dochodowy, oparty na wysokości kursów akcji. Indeks nie jest publikowany od 27 lipca 2010 roku.